# Los siete pecados capitales (película de 1952)
Los siete pecados capitales (en Hispanoamérica) o El Diablo siempre pierde (en España) (en francés: Les Sept Péchés capitaux, en italiano: I sette peccati capitali) es una película de coproducción entre Francia e Italia de 1952 que se articula en seis episodios dirigidos por diferentes directores italianos y franceses.

## Episodios

### Avaricia e ira
El señor Álvaro, obsesionado con el dinero, amenaza con aprovecharse de su inquilino Eduardo Germini, que se ha retrasado en el pago de 11.500 liras por el alquiler de la mísera vivienda en la cual éste vive enseñando música. En el altercado que ocurre a continuación, Álvaro pierde la cartera que lleva dentro todo el dinero cobrado de los alquileres, más de cien mil liras. Cuando llega a casa, Álvaro se pelea con su esposa, porque ésta se niega a darle el dinero para el peluquero. Llegan a las manos y la mujer pierde un collar, cuyas perlas se esparcen por la casa.
Mientras tanto Germini ha encontrado la cartera y, como es un hombre honesto, va a casa de Álvaro para devolvérsela, confiando en poder recibir en recompensa una reducción del alquiler. Pero Álvaro, con el pretexto de que falta dinero, rechaza este gesto y echa de casa al inquilino.
La mujer de Álvaro, desesperada por la avaricia de su marido, tira por la ventana todo el dinero devuelto, que se dispersa con el viento. Mientras Álvaro trata inútilmente de recuperarlo, Germini se encuentra en su zapato una de las perlas caídas del collar de la mujer de Álvaro, cuyo valor le permitirá pagar el alquiler.

### La soberbia

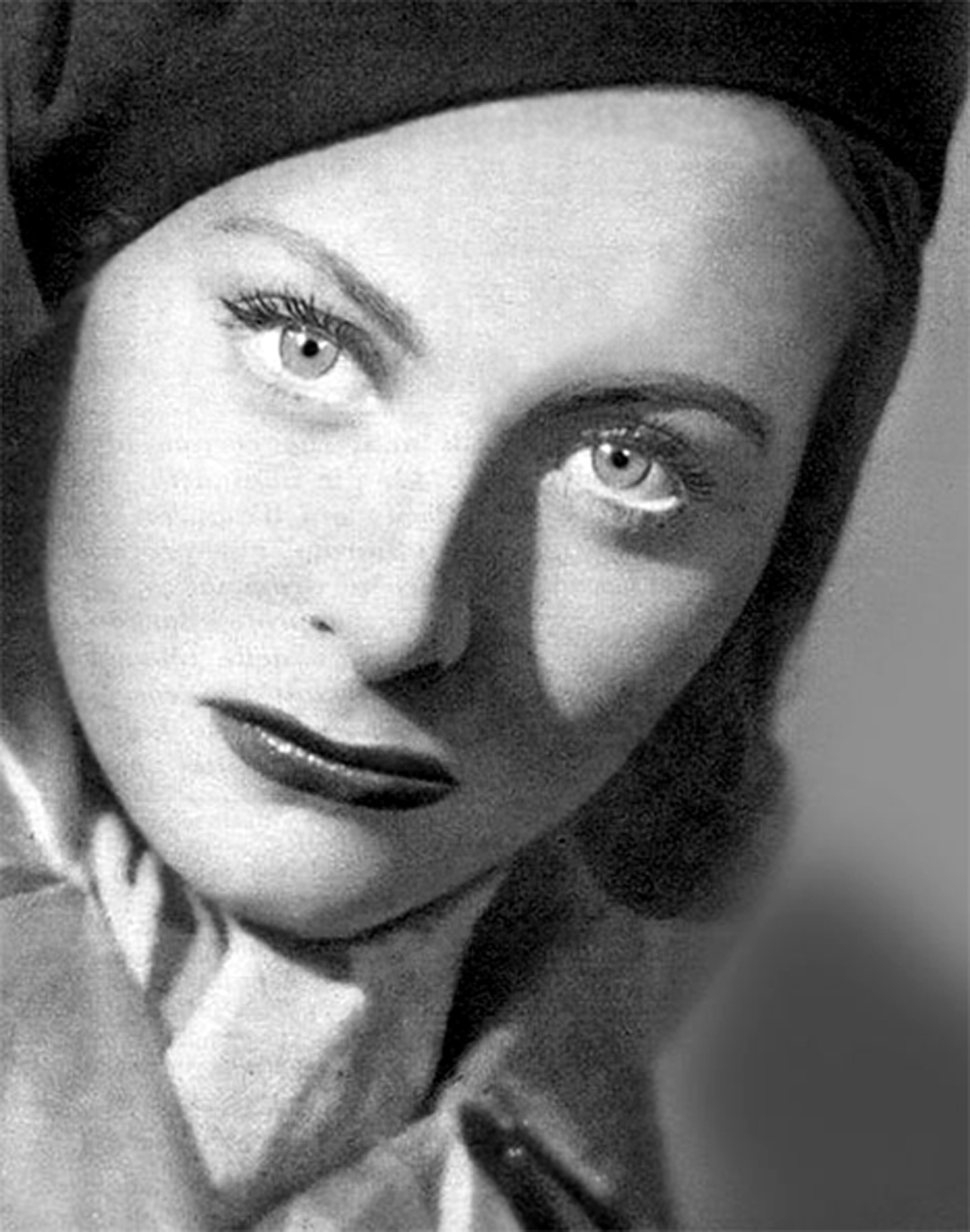
Michèle Morgan, actriz del episodio La superbia

Anna Maria y su madre viven en extrema pobreza, tanto que deben recoger en los parques de la ciudad leña para calentarse y les han cortado la luz por morosidad. No obstante, son muy altivas, hasta el punto de rechazar la ayuda ofrecida de un tío pudiente, que había propuesto a la joven un empleo como nodriza. Cuando Isabella, excompañera de colegio de Anna Maria, la invita a su fiesta de compromiso, ella rechaza la invitación.
Más tarde Anna Maria lo piensa mejor y se presenta en la fiesta, elegante pero inoportuna, suscitando la vergüenza de los señores Signac, padres de Isabella, pero también el inútil interés de un joven músico que estaba presente. Cuando una de las invitadas sufre un robo, las sospechas caen sobre Anna Maria, que, sin embargo, luego resultará innocente, habiendo robado tan sólo algunos panini para su madre hambrienta. Entre miles de disculpas, los Signac ruegan a Anna Maria que se quede en la fiesta. Pero la mujer, soberbia al igual que siempre, se va con altanería, aunque la espera su habitual vida de adversidades.

### La gula

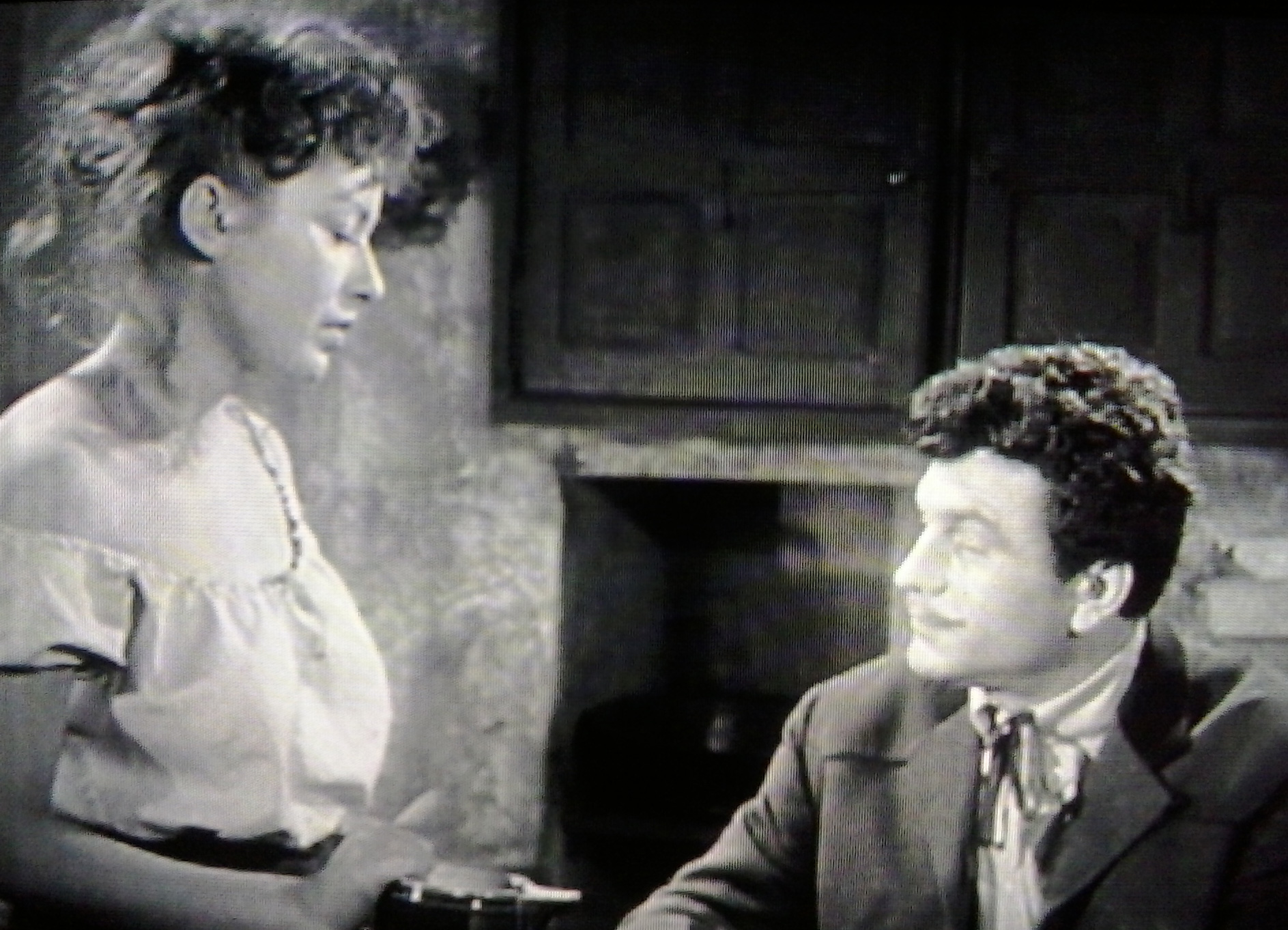
Una escena del episodio La gula

El señor Antonio, cuyo coche se ha averiado en campo abierto, encuentra cobijo para la noche junto a una pareja de agricultores. Durante la cena puede disfrutar de un buen queso, que se habría comido entero si el campesino no se lo hubiera impedido.
Llegado el momento de acostarse, él se ofrece a utilizar el establo, pero el campesino, no queriendo ser considerado un mal anfitrión, lo invita a compartir la cómoda cama conyugal. El marido se duerme rápidamente, y la bella campesina se le insinúa de manera explícita, pero Antonio, en este punto, prefiere abalanzarse sobre el queso.

### La lujuria

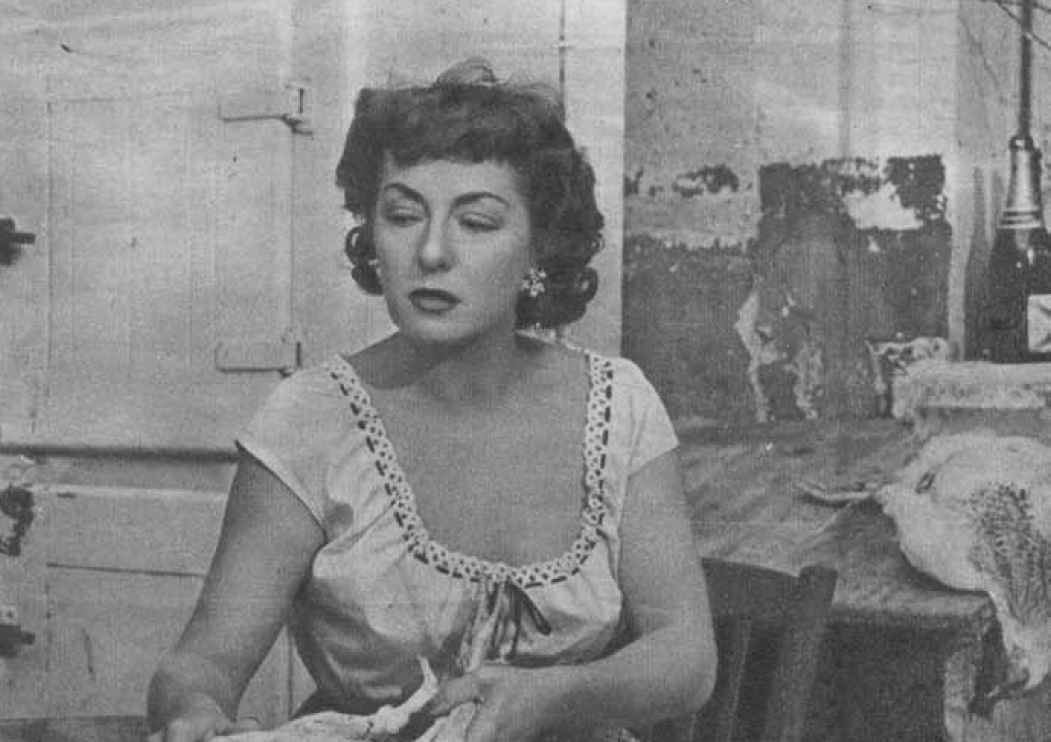
Viviane Romance en el episodio La lujuria

Durante la fiesta patronal de una ciudad francesa, la treceañera Chantal confiesa al sacerdote que espera un niño. Éste informa a la madre, la señora Blanc, propietaria de un bien avenido albergue de la localidad, la cual, trastornada por la revelación, habla con su hija para saber quién ha abusado de ella. La joven acusa a Ravila, un hombre apuesto y simpático que en ocasiones ha sido huésped de Blanc, quien no es inmune a sus encantos. En el momento en que se dan las explicaciones, las acusaciones de Chantal se revelan fruto de una confundida fantasía de la niña, celosa de la madre, que creía estar embarazada por haberse sentado sobre una silla usada por el hombre. Solucionada la cuestión con la niña, la señora Blanc pasa la noche con Ravila y finalmente cede a su cortejo, abandonándose a la lujuria. Los dos amantes, sin embargo, están distraídos y la niña, que se da cuenta de la relación, se escapa de casa para perderse en el campo.

### La envidia

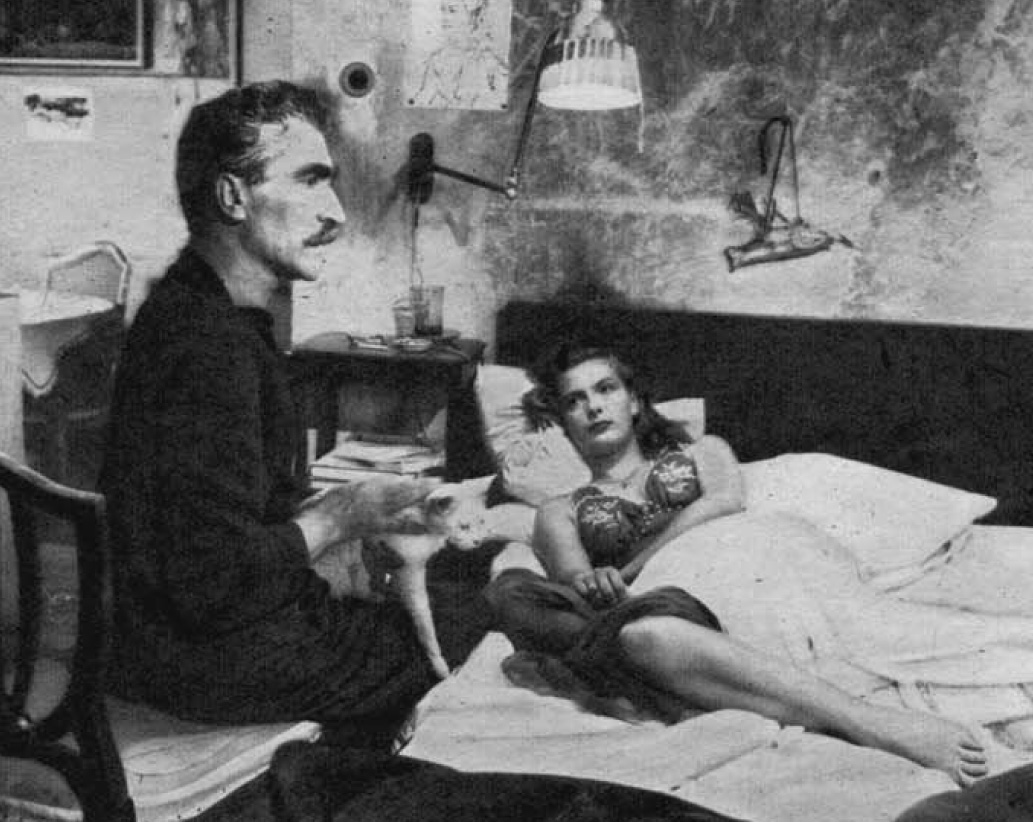
Orfeo Tambores, Andrée Debar y la gata Saha en el episodio La envidia

Orfeo, un afamado pintor, vive con su mujer Camille en un ático, donde desarrolla su actividad y recibe amigos artistas como él. Con ellos está Saba, una gata blanca a la cual Orfeo tiene mucho cariño. La buena relación entre el animal y Orfeo suscita una creciente irritación en Camille, que se siente excluida de su mundo artístico. Un día en el que la gata roba comida en la cocina, esta molestia se transforma en hostilidad, y la mujer empuja al animal balcón abajo.
Poco después Orfeo vuelve a casa llevando en brazos a Saba, todavía viva, y cuenta a su mujer que la gata se ha salvado gracias al toldo de una tienda que ha frenado la caída. Orfeo cree en una caída accidental del animal, pero cuando Camille, arrepentida de su gesto, se acerca a acariciarla, la gata se encoge atemorizada. Orfeo entiende lo que ha sucedido y, acusándola de tener envidia de la relación entre él y Saba, piensa en separarse de su mujer.

### La pereza

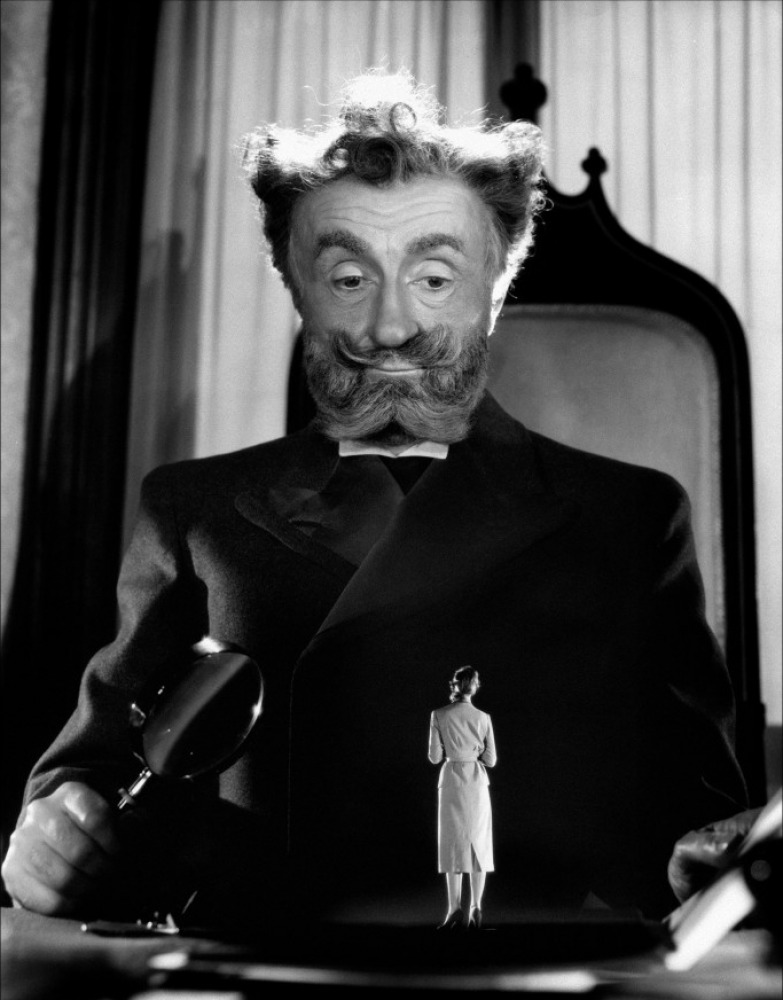
Noël-Noël en el episodio La pigrizia

El director de un lugar imaginario, al cual llegan los difuntos, está sorprendido del frenesí con que viven los hombres, que a menudo causa la muerte. Pide, así pues, a la Pereza que intervenga, para esparcir un poco de calma entre el género humano. Pero la imprevista ola de relajación que se abate sobre el mundo causa aún más daños que el frenesí: no se hacen más máquinas, no se recogen más frutos, la basura no se retira, los médicos no prestan auxilio. Nada funciona. El director pide por ello a la Pereza que no exagere, y que influencie sólo las guerras y los maleantes. Pero todo, finalmente, se revela tan sólo un ensueño.

## Producción
La película es una coproducción italo - francesa, que se encaja en una estela de colaboración en campo cinematográfico entre los dos Países. En este caso la obra es «esencialmente francesa con preponderancia de actores y técnicos del otro lado de los alpes».
La película se desarrolla en seis episodios, dado que el primero comprende dos pecados, conectados entre sí mediante algunas escenas de enlace, interpretadas por Gérard Philipe en el rol de un pregonero que en una feria invita a golpear con unas bolas los muñecos que representan los diferentes pecados. La dirección de estas escenas de enlace corre a cargo de Georges Lacombe.

Los guiones de los diferentes segmentos han sido escritos en parte por los directores de los capítulos y en parte por otros. En los créditos iniciales en italiano, estos vienen todos citados de modo cumulativo y no en referencia a sus aportaciones indivisuales, mientras que tales indicaciones sí están presentes en la versión francesa. 
La película se proyectó en los establecimientos Scalera de Roma, y De Neuilly de París. Se estrenó a la vez en Francia y en Italia, a finales de la primavera del 1952. Diez años después se rodó con el mismo título otra película por episodios, esta vez todos dirigidos por franceses.

## Acogida

### Ingresos
I sette peccatti capitali no tuvo un buen resultado comercial, al menos en Italia. Ingresó tan sólo 185 millones de liras. Sobre la base de estos resultados, la película no logró colocarse entre aquellas más vistas del año.

### Crítica
La crítica no dio juicios unánimes sobre la película, pero aquellos negativos prevalecieron. Por un lado encontramos el comentario favorable del periódico La Stampa que lo define «un trabajo un poco largo- sin embargo, breve si se trata de 6 películas - pero interesante y a menudo agradable»; mientras el Corriere della Sera sostiene que «no todos los episodios, ni aquellos realistas, ni aquellos de mayor humanismo, son coherentes y atrayentes».
Más en el detalle, el comentario de Ezio Colombo, que, analizando los episodios de uno en uno, criticó primero el de Rossellini: «impregnado en un arbitrario y desconexo desacuerdo sobre los motivos de la envidia. Su aportación – sobra decirlo – es un poco la bola de plomo al pie para la película.» Pero también los otros episodios, aparte aquel de la Soberbia, dejan que desear: «la presencia de los pecados es tan sólo un pretexto para encontrar el modo de reunir bajo un único título de película las firmas de algunos de los más prestigiosos directores europeos. Inútil, pues, esperar arrebatos de iluminada poesía».
También Blanco & Negro dio un juicio extremadamente negativo sobre el trabajo de Rossellini respecto a la envidia, definiendo su episodio como una «ópera de ambiciosos intentos en los cuales queda patente la falta de auténtica participación emotiva del autor, incapaz de reflejar sobre el plano creativo la convencionalidad y la banalidad literaria del libro de Colette». Tampoco los otros episodios brillan: «ninguna de las seis ha alcanzado auténtica calidad artística, aunque mayor coherencia estilística y precisión de sentimientos son identificables en Avaricia e ira y  La superbia. En conclusión, «un balance cualquier cosa menos bueno». Juicio análogo también para El eco del Cine que describió la película como «una larga secuencia de momentos que faltaban, con pocos toques de inventiva y muchos momentos de aburrimiento».
Rechazo en toda línea de la película para Cinema que define la obra como una «película fallida por falta de coherencia y coraje. Disgusta ver colapsar en una densa nube de polvo una obra interesante, y con ésta el trabajo de importantes cineastas, ya sean nuestros o extranjeros. Flotan sobre las aguas del naufragio, además del episodio de De Filippo, algunas interpretaciones: Isa Miranda, Michèle Morgan, Françoise Rosay, Paolo Stoppa».